# Османський напад на Балеарські острови (1501)
Османський напад на Балеарські острови 1501 року — рейд, здійснений флотилією Османської імперії на чолі з адміралом Кемаль-реїсом на острови Балеарського архіпелагу. Цей напад поєднувався з атаками на італійські острови Сардинія та Піаноза.

## Передумови
Першими рейдами османів у Західному Середземномор'ї, що здійснювались в кінці XV ст. у відповідь на атаку католицьких монархів Ізабелли Кастильської та Фернандо Арагонського на Гранадський емірат, останній мусульманський анклав на Піренейському півострові. Еміри Гранади, які не могли самостійно протистояти Кастилії і Арагону неодноразово звертались до найпотужніших мусульманських держав — єгипетського Мамелюцького султанату і Османської імперії по допомогу в їхній боротьбі. На це прохання османський султан Баязид II направив флот на чолі з адміралом Кемаль-реїсом для нападу на південне узбережжя Іспанії у 1487 і в 1492 роках. Після падіння Гранади в 1492 році, османський флот був використаний для порятунку біженців і переправлення їх на узбережжя Північної Африки.
В результаті ряду відчутних поразок після початку Другої османсько-венеційської війни (1499-1502), у 1500 році венеційський дож Агостіно Барбаріго звернувся по допомогу до Папи Римського і католицьких монархів Ізабелли Кастильської і Фердинанда Арагонського. Останні у відповідь на заклик 17 серпня 1500 р. надали на допомогу Венеції іспанські сили з Сицилії на чолі з генерал-капітаном Гонсало де Кордова. Іспанський флот допоміг венеційцям в грудні 1500 року захопити османський острів Кефалонія в Іонічному морі, після цього іспанський командувач та його флот повернулися до Сицилії.
Напад османського флоту на чолі з капудан-пашею (головим адміралом) Кемаль-реїсом на італійський острів Піаноза і іспанські Балеарські острови в 1501 році османи могли розглядати як відповідь на участь папи та іспанців у захопленні Кефалонії.

## Напад
У липні 1501 року Кемаль-реїс, в супроводі свого племінника Пірі-реїса, вийшов з порту Модон на пвдні Пелопоннесу на чолі флотилії з 19 кораблів і вирушив в Тірренське море, де скористався війною між Якопо д'Аппьяно, правителем Пйомбіно, і папськими силами на чолі з Чезаре Борджіа. Османські війська висадилися на острові Піаноза і швидко захопили його, взявши багато полонених. Звідти Кемаль атакував материкове Пйомбіно і напав на прибережні поселення в цій області. У серпні 1501 він висадився на Сардинії і захопив кілька прибережних поселень, а також близько 1 050 полонених в ході боїв проти місцевих сил. Він також захопив кілька генуезьких військових кораблів біля берегів Сардинії.
У серпні 1501 року Кемаль-реїс прибув до Балеарських островів, і османи висадилися на Майорку, де мали місце запеклі бої проти місцевих іспанських сил. Звідти Кемаль відплив до Іспанії і захопив 7 іспанських кораблів біля берегів Валенсії. 

## Захоплення «Карти Коломбо»
Побічним ефектом рейду стало те, що в османський полон потрапив іспанський моряк, у якого була з собою одна з ранніх карт Америки. Після пограбування Балеарських островів, Кемаль-реїс відплив до узбережжя Іспанії і захопив 7 іспанських кораблів біля Валенсії. На борту цих суден він знайшов дивний головний убір з пташиного пір'я і незнайомий чорний камінь. Йому було сказано одним з полонених, що обидва предмети привезені з нововідкритих земель на заході, за межами Атлантичного океану. Бранець стверджував, що побував в цих землях три рази під командою людини яку звали «Коломбо» і що він мав у своєму розпорядженні карту, намальовану самим «Коломбо», на якій позначені недавно відкриті землі. Ця карта, ймовірно, стала одним з головних джерел знаменитої карти Пірі-реїса 1513 року.